# Belvedere di Spinello
Belvedere di Spinello är en ort och kommun i provinsen Crotone i regionen Kalabrien i Italien. Kommunen hade 2 258 invånare (2017).